# Gyptis brevipalpa
Gyptis brevipalpa är en ringmaskart som först beskrevs av Hartmann-Schröder 1959. Gyptis brevipalpa ingår i släktet Gyptis, och familjen Hesionidae. Inga underarter finns listade i Catalogue of Life.